# ГӀв
ГӀв, гӀв – trójznak cyrylicy, używany od 1938 r. w języku abazyńskim. Wykorzystywany jest do oznaczania dźwięku [ʕʷ]. Jego odpowiednikiem w alfabecie łacińskim, wykorzystywanym w latach 1932–1938, był dwuznak Yu.

## Przykład użycia
| Język     | Przykład | Tłumaczenie |       |
| --------- | -------- | ----------- | ----- |
| abazyński | гIважь   | żółty       | [ 4 ] |

## Kodowanie
| Forma     | Wygląd | Części składowe | Części składowe | Części składowe |
| --------- | ------ | --------------- | --------------- | --------------- |
| majuskuła | ГӀв    | U+0413 Г        | U+04CF Ӏ        | U+0432 в        |
| minuskuła | гӀв    | U+0433 г        | U+04CF Ӏ        | U+0432 в        |